# Копи царя Соломона (фильм, 1985)
«Копи царя Соломона» (англ. King Solomon's Mines) — американский приключенческий кинофильм 1985 года, снятый по одноимённому роману Генри Райдера Хаггарда.

## Сюжет
Отец главной героини отправляется на поиски бриллиантовых копей царя Соломона и пропадает без вести. Очаровательная Джесси Хьюстон (Шэрон Стоун) затевает рискованное сафари для его спасения. Кто же будет её проводником? Легендарный солдат удачи, известный как Куотермейн…

## В ролях
- Ричард Чемберлен — Аллан Квотермейн
- Шэрон Стоун — Джесси Хьюстон
- Герберт Лом — Полковник Бокнер
- Джон Рис-Дэвис — Догати
- Кен Гампу — Умбопо
- Джун Бузелези — Гагула
- Шайке Офир — Кассам

## Создатели фильма
- Режиссёр: Дж. Ли Томпсон
- Продюсеры: Йорам Глобус, Менахем Голан, Рони Яков
- Сценаристы: Г. Райдер Хаггард (роман), Джин Квинтано, Джеймс Р. Силк
- Оператор: Алекс Филлипс младший
- Композитор: Джерри Голдсмит

## Критика
Фильм был номинирован на антипремию «Золотая малина» в двух категориях: за худшую мужскую роль второго плана (Герберт Лом) и худшая музыка к фильму (Джерри Голдсмит).

## Продолжение
В 1987 году вышло продолжение фильма «Аллан Куотермейн и потерянный город золота».